# Clay Johnson
Clayton H. Johnson, detto Clay (Yazoo City, 18 luglio 1956), è un ex cestista statunitense, professionista nella NBA.

## Carriera
Venne selezionato dai Portland Trail Blazers al quinto giro del Draft NBA 1978 (110ª scelta assoluta).

## Palmarès
- Campionato NBA: 1

Los Angeles Lakers: 1982